# رایان هارلی
رایان هارلی (انگلیسی: Ryan Harley؛ زادهٔ ۲۲ ژانویهٔ ۱۹۸۵) بازیکن فوتبال اهل بریتانیا است.
از باشگاه‌هایی که در آن بازی کرده است می‌توان به باشگاه فوتبال فارست گرین راورز، باشگاه فوتبال سوانزی سیتی، باشگاه فوتبال بریستول سیتی، باشگاه فوتبال میلتون کینز دونز، باشگاه فوتبال سوئیندون تاون، باشگاه فوتبال اکستر سیتی، باشگاه فوتبال وستون سوپر مار، و باشگاه فوتبال برایتون اند هوو آلبیون اشاره کرد.